# Cavalieri-elv

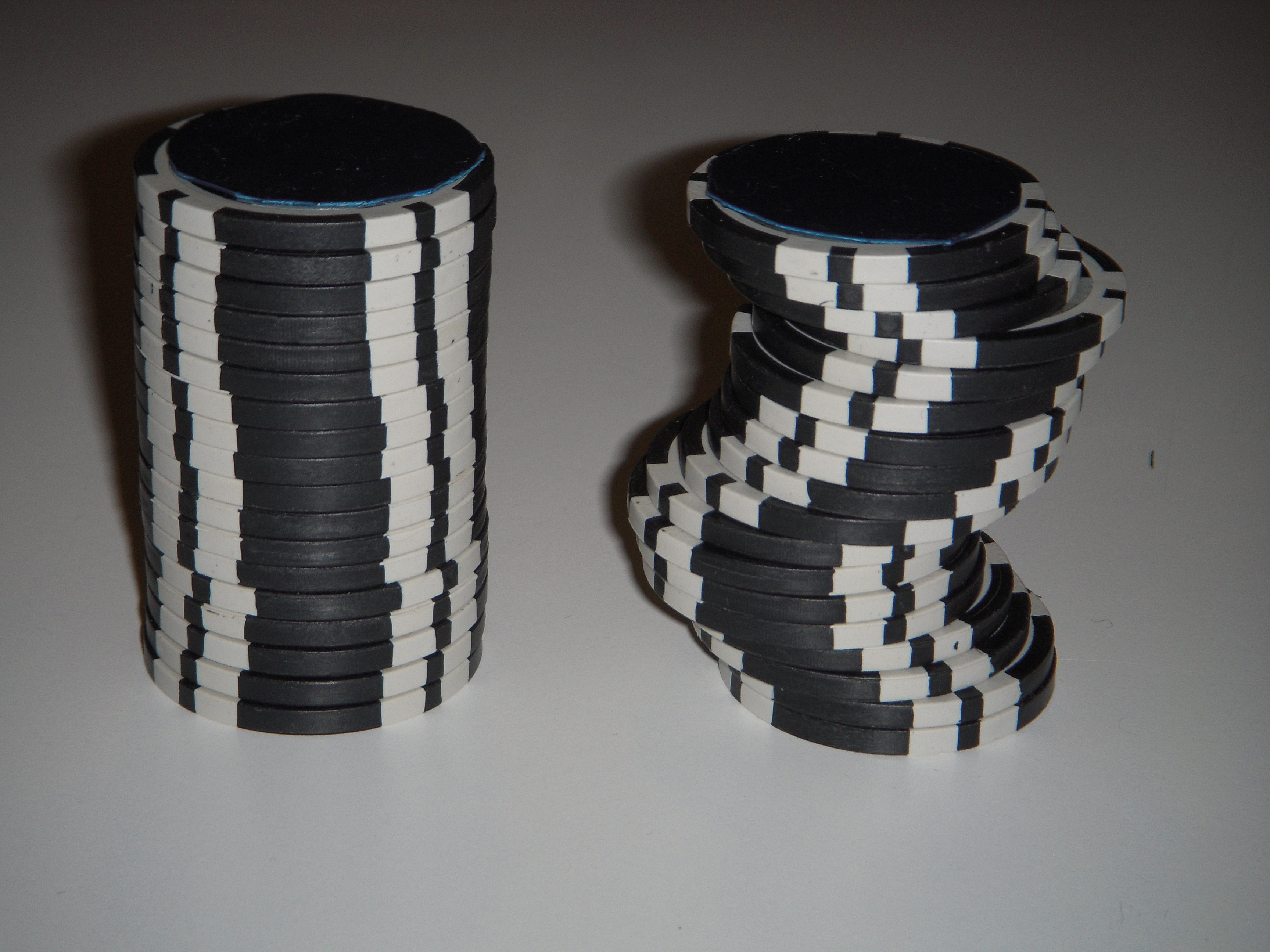
A Cavalieri-elv szemléltetése

A Cavalieri-elv a geometriában, jelesül a térfogatszámításban használt eljárás. Lényege, hogy két test térfogata között állít fel egyenlőséget, így az egyébként nehezen számolható térfogatú testek esetén is kezelhető számításokat végezhetünk.

## A tétel
Népszerű megfogalmazás szerint a Cavalieri-elv azt mondja ki, hogy ha két testet azonos síkokkal vágunk szeletekre, és ezen szeletek alapterülete egyenlő, akkor a két test térfogata egyenlő. Valójában azonban a tétel ennél erősebb.

### Állítás
Ha két test ugyanazon féltér határán található, az egyes síkmetszeteik páronként azonos területűek, és van olyan, a határt metsző egyenes a féltérben, amivel párhuzamos egyenesek testekkel való metszéspontjai a féltér határáig tartó szakaszt alkotnak, akkor a két testnek van térfogata, és ezek egyenlőek.

### Bizonyítás[1]
Vegyünk két testet, amikre a tétel feltételei érvényesek. Osszuk fel mindkét test m magasságát n egyenlő részre, és ezeken a metszéspontokon át metsszük el a testeket párhuzamos síkokkal. A síkmetszetekre felfelé és lefelé állítsunk m/n magasságú, a metsző egyenesekkel párhuzamos tengelyű hengereket. Ezek térfogata egyenlő lesz. A két testet páronként egybevágó hengerek sorozatával közelítjük. Ha a magasság felbontását finomítjuk, akkor ez az egyenlőség folyamatosan fennáll, tehát ha van a két testnek térfogata, akkor az feltétlenül egyenlő.
Igazoljuk hát, hogy van térfogatuk! Akármelyik testet nézzük, az eljárás révén a test térfogatát egy külső és egy belső hengersorral közelítjük. Ezek térfogata legyen V(O) és V(I)! Ekkor van olyan ε valós szám, hogy
ahol t a síkmetszet területe. Mivel ε a felosztástól függ, ezért
így határértékben a két térfogat megegyezik. Ebből következik, hogy a testnek van térfogata. QED

## Alkalmazások
A Cavalieri-elvnek jellemző alkalmazása különféle testek térfogatának meghatározása.

### Gömb térfogatának meghatározása
Adott egy r sugarú félgömb. Vegyünk fel a lapjával azonos síkon fekvő, r sugarú és magasságú egyenes hengert! A féltér határával párhuzamos, attól 0≤x≤r magasságban lévő metsző sík által a gömbből kimetszett kör sugara a Pitagorasz-tétel szerint
így a kör területe
Az első tag a henger síkmetszeteinek területét adja. Mivel x lineárisan nő 0-tól r-ig, ezért a második tag egy kúp síkmetszeteinek területe, amely középpontja a határoló félsíkon, a henger tengelyegyenesén van és alaplapja a henger felső alaplapja. Mindkét test esetében a határsíkra merőleges egyenesek a Cavalieri-elv által megkívánt tulajdonságúak, így a félgömb térfogata a henger megmaradó részének térfogatával egyenlő.
A henger térfogata
a kúpé
azért a két test különbségének térfogata
Ez a félgömb térfogata, a teljes gömb ennek a duplája, így